# Jeungki
Jeungki is een bestuurslaag in het regentschap Aceh Timur van de provincie Atjeh, Indonesië. Jeungki telt 941 inwoners (volkstelling 2010).